# Manfred Matuszewski
Manfred Matuszewski (ur. 6 stycznia 1941, zm. 5 czerwca 2018) – polski kolarz i trener kolarski.
Szczyt jego kariery przypadł na lata 60. XX wieku, kiedy to startował m.in. w Tour de Pologne, gdzie w 1965 roku był zwycięzcą 9. etapu wyścigu. Uprawiał również kolarstwo przełajowe. W 1964 został górskim mistrzem Polski. Po zakończeniu kariery zawodniczej był trenerem w dolnośląskich klubach: Górniku Słupiec, Piaście Nowa Ruda oraz RLKS Wrocław. Następnie pracował w sztabie trenerskim I kadry Polski, którą prowadził m.in. w wyścigu dookoła Australii w 1988 roku. Był jednym z inicjatorów powstania Stowarzyszenia Kolarzy Dolnośląskich. Najbardziej znanym z jego wychowanków był Jan Jankiewicz – dwukrotny olimpijczyk z Montrealu i Moskwy, szosowy amatorski wicemistrz świata z Valkenburga (1979).
Został pochowany w Osjakowie.